# Biliaivka
Biliaivka (em ucraniano:  Біля́ївка, em russo:  Беляевка) é uma cidade da Ucrânia, situada no Oblast de Odessa. Tem 17,42 km² de área e sua população em 2020 foi estimada em 12.526 habitantes.